# Intimate - Recording at Abbey Road Studios
Intimate - Recording at Abbey Road Studios è una raccolta della cantautrice italiana Elisa, pubblicata l'8 dicembre 2023 dalla Island Records.
Il progetto discografico vede il riarrangiamento e la rimodulazione vocale di alcuni brani della discografia della cantautrice, oltre che l'inserimento di brani di musica natalizia, tra cui la cover di Silent Night e due brani inediti Quando nevica e Buon Natale anche a te.
Il progetto è stato promosso da An Intimate Christmas, un doppio spettacolo presso il Mediolanum Forum di Milano in collaborazione con Dardust, successivamente trasmesso in prima serata su Canale 5 con il titolo Elisa Buon Natale anche a te alla Vigilia di Natale 2023.

## Antefatti
Successivamente alla pubblicazione dell'undicesimo album in studio Ritorno al futuro/Back to the Future e del relativo album dal vivo Back to the Future Live, tratto dal tour promozionale, tra il dicembre 2022 e il gennaio 2023 Elisa intraprende An Intimate Night, un tour svoltosi esclusivamente nei teatri e vede la partecipazione in qualità di collaboratore artistico e ospite in tutte le date del musicista Dardust, con una rivisitazione dei brani della discografia della cantautrice. Il 3 e 4 giugno 2023 si esibisce in An Intimate Arena presso l'Arena di Verona, che riprende il formato di An Intimate Night e prosegue il sodalizio artistico con Dardust. Nel settembre 2023 annuncia An Intimate Christmas, un doppio spettacolo presso presso il Mediolanum Forum di Milano in collaborazione con Dardust il 15 e 16 dicembre 2023.

## Descrizione
Il progetto discografico, prodotto interamente da Dardust,  è stato registrato presso Abbey Road Studios di Londra nell'estate 2023 con un'orchestra dal vivo. Elisa ha raccontato di aver tratto ispirazione nella realizzazione del progetto dal tour An Intimate Night, sia dal punto di vista dei suoni registrati che nell'uso della vocalità della cantante stessa. Attraverso i propri social network la cantante ha dichiarato:
(Elisa Toffoli)
L'artista ha inoltre raccontato il rapporto con Dardust e il suo processo artistico nel progetto:
(Elisa Toffoli)

## Promozione
Il progetto è stato promosso da An Intimate Christmas, un doppio spettacolo presso presso il Mediolanum Forum di Milano in collaborazione con Dardust il 15 e 16 dicembre 2023. Gli spettacoli vedono la collaborazione con Legambiente attraverso l'iniziativa “Music for the Planet” per piantare nuovi alberi, rigenerare i territori e contrastare la crisi climatica nell’ambito del progetto europeo LIFE. Il 24 dicembre 2023 il concerto è stato trasmesso in prima serata su Canale 5 con il titolo Elisa Buon Natale anche a te.

## Accoglienza
Francesco Lo Torto di Vanity Fair rimane piacevolmente colpito dalla rivisitazione dei brani «rivestiti con un essenziale arrangiamento orchestrale» che è in grado di esaltare «il timbro e l’interpretazione di una delle voci più emozionanti della sua generazione». Lo Torto sottolinea «la mancanza dell’anima rockettara di Elisa», atteggiamento che «evidenzia l’intensità dell’interpretazione» della cantante in Ancora qui e nei brani in lingua inglese, particolarmente in Together in cui «i bassi del pianoforte e la chitarra ritmata» cercano di sopperire «alla mancanza della batteria, del synth e delle distorsioni».

## Tracce
Crediti riportati sul sito della SIAE.
Testi e musiche di Elisa Toffoli eccetto dove indicato.
1. Overture / Un filo di seta negli abissi – 4:56 (musica: Elisa Toffoli, Dario Faini)
2. Quando nevica – 3:27 (Elisa Toffoli, Edoardo D'Erme, Dario Faini)
3. L'anima vola – 4:09
4. Luce (tramonti a nord est) – 4:20 (testo: Elisa Toffoli, Adelmo Fornaciari)
5. Eppure sentire (un senso di te) – 3:42 (musica: Paolo Buonvino)
6. Anche fragile – 3:55
7. Una poesia anche per te (Life Goes On) – 5:26
8. Dancing – 5:44
9. Labyrinth – 5:05 (testo: Elisa Toffoli, Catherine Marie Warner)
10. No Hero – 4:18 (testo: Elisa Toffoli, Allan D. Rich, Jud Friedman)
11. Qualcosa che non c'è – 4:35
12. O forse sei tu – 3:52 (testo: Elisa Toffoli, Davide Petrella)
13. Se piovesse il tuo nome – 3:24 (testo: Edoardo D'Erme, Dario Faini – musica: Edoardo D'Erme, Vanni Casagrande, Dario Faini)
14. A modo tuo – 5:19 (Luciano Ligabue)
15. Together – 4:16
16. Ancora qui – 4:54 (musica: Ennio Morricone)
17. Silent Night – 4:25 (testo: Joseph Mohr – musica: Franz Xaver Gruber)
18. Buon Natale anche a te – 3:34 (testo: Elisa Toffoli, Alessandro Raina)

Tracce nella riedizione streaming
1. Promettimi – 4:03
2. Come te nessuno mai – 4:50 (Elisa Toffoli, Davide Petrella)
3. Stay – 4:09
4. Seta – 3:51 (testo: Davide Petrella – musica: Elisa Toffoli, Dario Faini)
5. Palla al centro – 4:25 (musica: Elisa Toffoli, Dario Faini, Vanni Casagrande)
6. Gli ostacoli del cuore – 3:59 (Luciano Ligabue)

## Classifiche
| Classifica (2023) | Posizione massima |
| ----------------- | ----------------- |
| Italia            | 9                 |